# Женщина с попугаем (картина Курбе)
«Женщина с попугаем» (фр. La Femme au perroquet, англ. Woman with a Parrot) — картина, написанная  в 1866 году французским художником Гюставом Курбе (Gustave Courbet, 1819—1877). Принадлежит музею Метрополитен в Нью-Йорке. Размер картины — 129,5 × 195,6 см.

## История
Воодушевлённый успехом картины Александра Кабанеля «Рождение Венеры», представленной в Парижском салоне 1863 года, Курбе хотел повторить его со своей картиной, изображающей обнажённое женское тело. Ему не удалось это в 1864 году, когда его картина «Венера и Психея» была отвергнута жюри. Через два года Курбе представил новую картину «Женщина с попугаем», которая прошла через строгий отбор жюри и была выставлена в Парижском салоне 1866 года.
Весной 1870 года художник продал картину за 15 000 франков Жюлю Борде (Jules Bordet). В апреле 1898 года картина была приобретена за 20 000 франков известным маршаном Полем Дюран-Рюэлем (Paul Durand-Ruel), который сразу же перепродал её за 15 000 долларов нью-йоркскому предпринимателю и коллекционеру Генри Осборну Хэвемайеру (Henry Osborne Havemeyer) и его жене Луизине Хэвемайер (Louisine Havemeyer). После смерти Хэвемайера в 1907 году картина оставалась у его жены, а после её смерти в 1929 году, согласно завещанию, она была передана в коллекцию музея Метрополитен.

## Описание
На картине изображена лежащая на кровати обнажённая женщина с распущенными волосами. Она лежит на спине с поднятой левой рукой, на которой с раскрытыми крыльями сидит попугай. Справа у кровати стоит стойка для попугая. После появления картины критики отмечали весьма современный вид обнажённой женщины («настоящая, живая француженка»), в отличие от многих изображений Венеры или Евы, написанных другими художниками-академистами.
Полагают, что натурщицей для этой картины была ирландка Джоанна Хиффернан, которая также была моделью для некоторых других картин Курбе того периода, включая портрет «Прекрасная ирландка» (или «Портрет Джо», 1866).

## Отзывы и критика
Мнения критиков, увидевших картину на Парижском салоне 1866 года, разделились: Теофиль Готье назвал её произведением, «полным поэзии и стиля», а Эмиль Золя заявил, что Курбе «сделал картинку». По словам искусствоведа Нины Калитиной, «упрекавший Кубье в грубости, вульгарности, простонародности Готье высказал похвалы», а «ценивший в Курбе яркую индивидуальность, темперамент Золя признал, что художник округлил углы своего гения, сделался похожим на других».